# Синиця Іван Омелянович
Іван Омелянович Синиця (нар. 6 серпня 1910, Корделівка — пом. 8 листопада 1976, Київ) — український радянський психолог і педагог; доктор психологічних наук, професор.

## Біографія
Народився 6 серпня 1910 року в селі Корделівці (тепер Хмільницький район Вінницької області, Україна). З 16 років працював учителем в школах Вінницької, Хмельницької та Київської областей. У 1932 році закінчив Вінницький інститут соціального виховання, а в 1936 році — Київський педагогічний інститут. Після закінчення інституту повернувся до викладацької роботи.
Брав участь у німецько-радянській війні. Нагороджений орденом Червоної Зірки (7 травня 1945), медаллю «За відвагу» (4 листопада 1942).
З 1951 року і до кінця життя працював у Науково-дослідному інституті психології УРСР: (1955 року — завідувач відділом педагогічної психології, з 1960 року — завідувач лабораторією психології навчання. Нині лабораторії присвоєне його ім'я.
Помер в Києві 8 листопада 1976 року. Похований на Байковому кладовищі.

## Наукова діяльність
Автор понад 200 наукових праць з психології писемного та усного мовлення учнів, а також по психології педагогічної майстерності. Серед них:
- Психологічні особливості засвоєння лексики учнями 5 класу. Київ, 1957;
- Психологія писемної мови учнів 5—8 класів. Київ, 1965;
- Психологія усного мовлення учнів 4—8 класів. Київ, 1974;
- Про педагогічний такт учителя. Київ, 1969;
- 3 чого починається педагогічна майстерність. Київ, 1972;
- О такте и мастерстве. Київ, 1976;
- Педагогічний такт і майстерність учителя. Київ, 1981.